# Reiter vom Kap Artemision

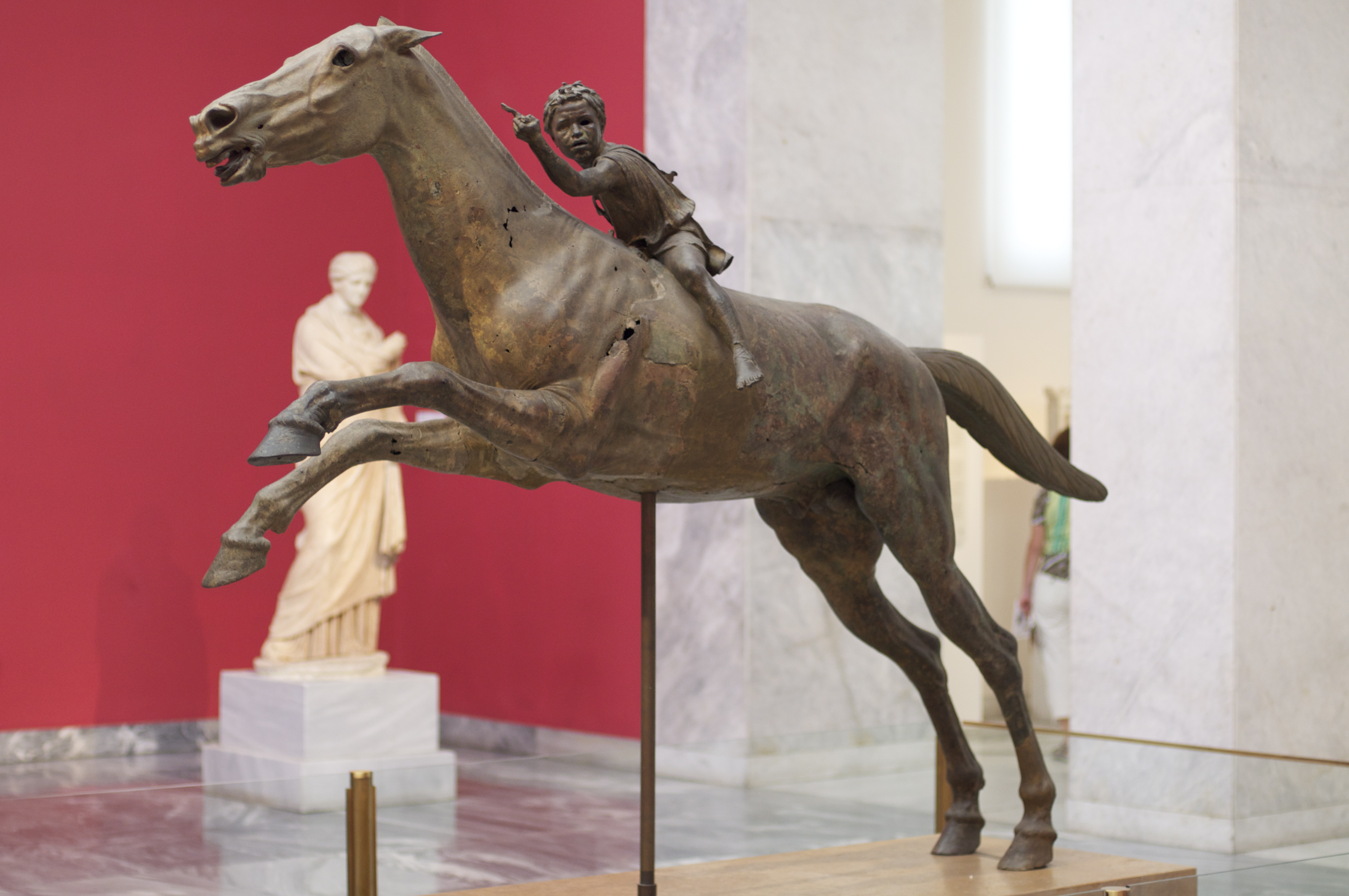
Gesamtansicht

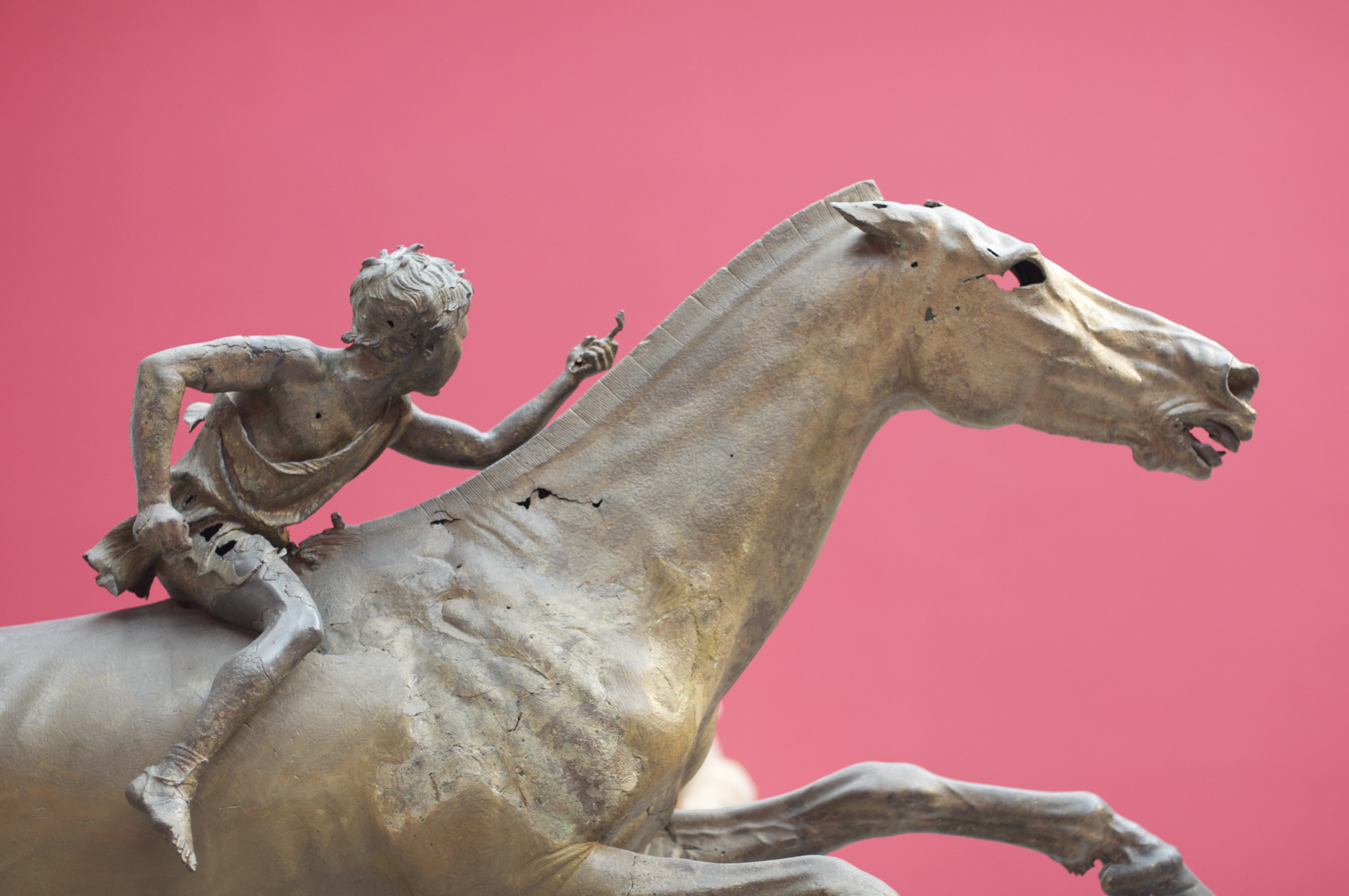
Detailansicht von rechts

Der Reiter vom Kap Artemision, auch Jockey vom Kap Artemision genannt, ist eine etwa lebensgroße Bronzegruppe aus der Zeit des Hellenismus. Die Gruppe besteht aus einem springenden Pferd, das von einem kleinen Jungen geritten wird.
Das Werk befindet sich im Saal XXI des Archäologischen Nationalmuseums von Athen und trägt die Inventarnummer X15177.
Es handelt sich um eine der wenigen erhaltenen griechischen bzw. großgriechischen Bronzestatuen. Bekannt sind auch der Faustkämpfer vom Quirinal, der Wagenlenker von Delphi, der Poseidon vom Kap Artemision, die beiden Bronzestatuen von Riace und der Thermenherrscher. Ferner existiert noch das Fragment des Chatsworth-Apoll.

## Geschichte

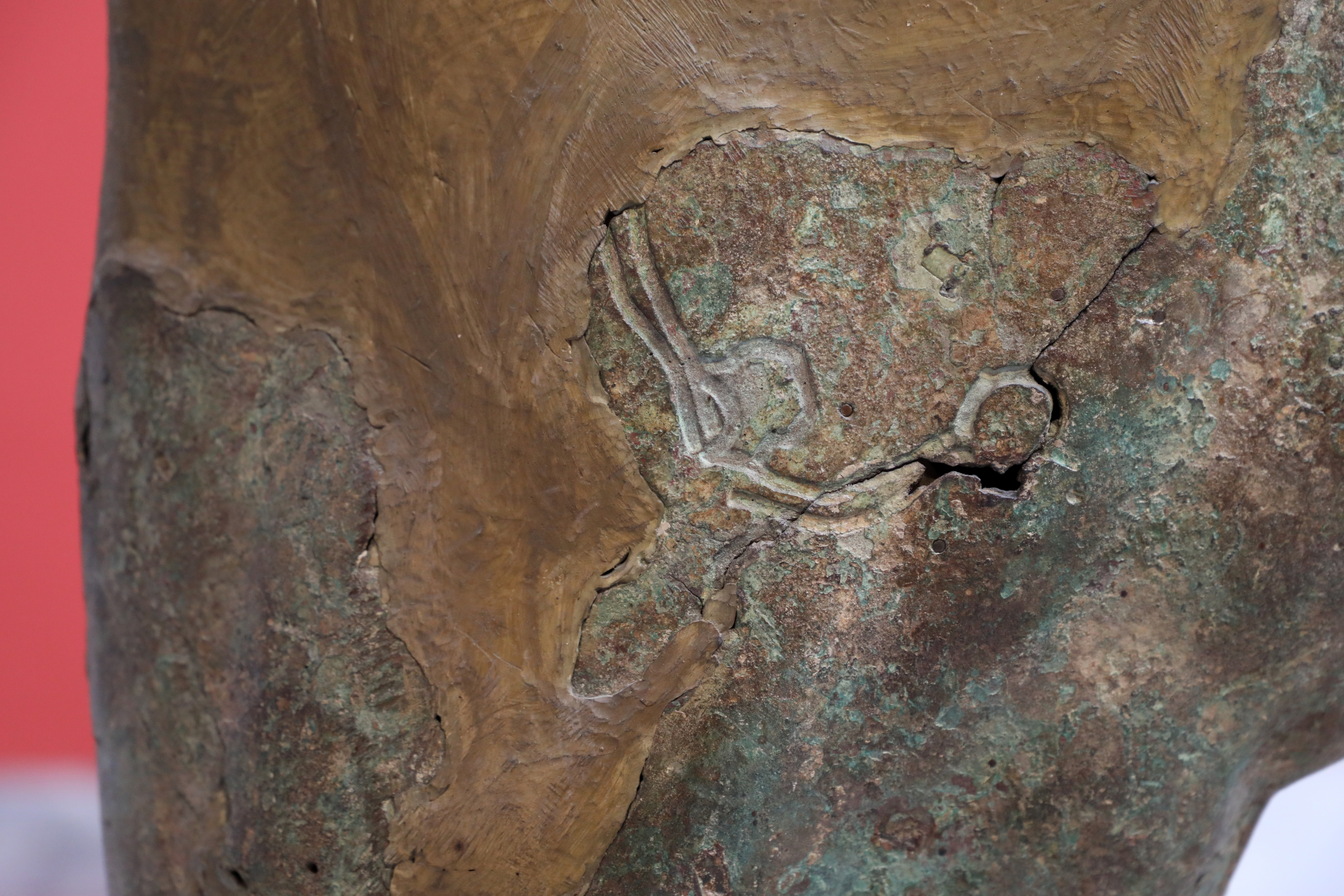
Nike

Die ersten Bruchstücke des Reiters von Artemision wurden 1928 im Meer vor dem Kap Artemision am nördlichen Ende Euboias gefunden. Bis 1936/37 konnten weitere Fragmente geborgen werden. In der Folge konnte die Figurengruppe restauriert und wieder zusammengesetzt werden, auch wenn einzelne Teile wie etwa die Gerte des Jockeys und das Zaumzeug des Pferdes fehlen.
Zwei größere Teile des Pferdes wurden mit einigen Metern Abstand voneinander gefunden, der Jockey war bei der Auffindung des Kunstwerks nicht mit dem Pferd verbunden. Als man 1972 versuchte, das Kunstwerk zu rekonstruieren, ergaben sich einige Schwierigkeiten: Das rechte Vorderbein des Pferdes konnte nicht direkt an den Rest angesetzt werden und sollte eigentlich höher positioniert sein, der Stil des Schwanzes ist strenger als der Rest, der Jockey sitzt nicht ganz richtig auf dem Pferd, um es mit beiden Fersen anspornen zu können, sondern beugt sich zu weit nach links. Dennoch plädierte Seán Hemingway dafür, die vorgefundenen Teile als zusammengehörig aufzufassen.
Die Bronzegruppe wird seitens des Museums auf die Zeit um 140 v. Chr. datiert und damit der Epoche des Hellenismus zugewiesen. In älteren Untersuchungen wurden auch deutlich frühere Datierungen bis ins späte 4. Jahrhundert v. Chr. in Erwägung gezogen, ebenso spätere bis ins 1. Jahrhundert v. Chr. Auch gab es Versuche, die Gruppe diversen Künstlern zuzuschreiben, unter anderem Kalamis und Lysippos. Hemingway argumentierte insbesondere aufgrund der Darstellung des kindlichen Jockeys für eine Datierung auf die zweite Hälfte des 2. Jahrhunderts v. Chr. und erklärte die Zuweisung zu einem bestimmten Künstler aufgrund des Mangels an Vergleichsmaterial für unmöglich. Die Figurengruppe aus dem äthiopisch-griechischen Jockey und dem springenden Pferd ist seiner Ansicht nach wahrscheinlich zu Ehren eines siegreichen Reiters in einem Heiligtum aufgestellt worden. Auftraggeber dürfte seiner Meinung nach wegen der Größe der Gruppe und der qualitätvollen Ausführung ein König oder ein reicher Adeliger gewesen sein.
Er vermutet, dass der Reiter vom Kap Artemision ursprünglich in Korinth stand und im Jahr 146 v. Chr. der Plünderung durch Lucius Mummius zum Opfer fiel. Dieser habe das Kunstwerk seinem General Attalos II. überlassen. Vor Euboia habe der nach Pergamon gehende Transport – an Bord des Wracks wurde auch der Poseidon von Artemision gefunden – aber Schiffbruch erlitten. Sollte diese Theorie der Wirklichkeit entsprechen, wäre eine Entstehung des Kunstwerks um 150 v. Chr. wahrscheinlich.
Die Gruppe gilt als eines der eindrucksvollsten Werke, die im Archäologischen Nationalmuseum gezeigt werden.

## Beschreibung

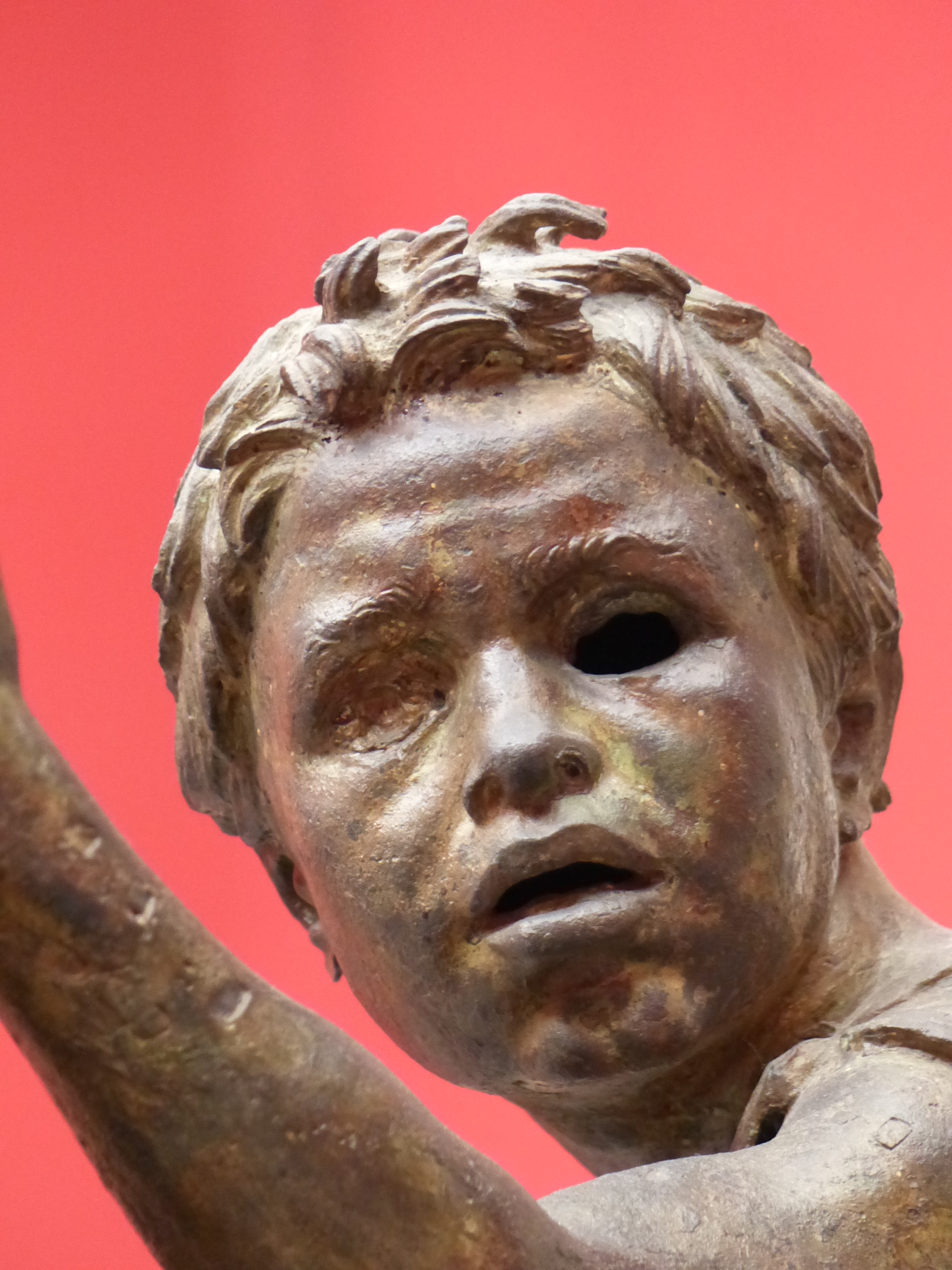
Das Gesicht des Reiters

Das ungesattelte Pferd hebt sich mit geweiteten Nüstern und zurückgelegten Ohren zum Sprung. Beide Hinterhufe stehen noch auf dem Boden, die Vorderbeine sind weit nach vorn gestreckt. Die Hinterbeine, die das Hauptgewicht der Gruppe tragen müssen, sind aus etwas dickerer Bronze gegossen als der Rest des Pferdes.
Der Reiter, ein etwa zehn- bis zwölfjähriger Junge, dessen Gesichtszüge eine Herkunft aus Afrika, wahrscheinlich Äthiopien, vermuten lassen, der aber griechische Haartracht trägt, sitzt nach vorn gebeugt auf dem Pferderücken. Die linke Hand hat er nach vorn erhoben; sie befindet sich etwa in der Höhe des Pferdemauls. Überreste der Zügel, die der Reiter einst in dieser Hand gehalten hat, sind noch zu erkennen, ebenso die Reste einer Trense im geöffneten Maul des Pferdes. Die rechte Hand, zur Faust geballt, hält der Jockey in der Höhe seiner Hüfte. Es ist zu vermuten, dass er in dieser Hand einst eine Gerte hielt. Der kleine Reiter blickt nach links, wahrscheinlich, um einen Gegner im Rennen zu beobachten.
Die Figur des Reiters und die Hufe des Pferdes sind etwas dunkler als der Körper des Pferdes. Die Augen sowohl des Reiters als auch des Pferdes, die offenbar aus anderem Material bestanden und eingesetzt waren, sind bis auf einen stark korrodierten Rest des rechten Auges des Reiters verlorengegangen. Ebenso war eine nach Art eines Brandzeichens auf dem rechten hinteren Schenkel des Pferdes angebrachte Nikefigur aus anderem Material als der Pferdekörper.
In einer Beschreibung der Figurengruppe ist zu lesen: „Sie [...] unterscheidet sich grundlegend von den Reitern [...] auf dem Fries des Parthenons [...] und repräsentiert sehr gut die Ausdrucksfreiheit der letzten großen Zeit der griechischen Kunst, des Hellenismus, einer Kunst, die in den prächtigen Höfen der großen Monarchen, Erben des Reiches von Alexander dem Großen[,] entstanden ist. [...] Alles drückt Bewegung aus. [...] Vielleicht liegt eine der Bedeutungen dieses beeindruckenden Meisterwerks in der Beziehung zwischen dem Menschen, der hier von einem kleinen Jungen repräsentiert wird, und der grenzenlosen Kraft der Natur. [...] Im goldenen Zeitalter der griechischen Kultur, als der Parthenon erbaut und ausgeschmückt wurde, glaubte man, dass der Mensch die Natur beherrsche. Zur Entstehungszeit dieser Skulptur war Griechenland der Fremdherrschaft unterworfen. Anstatt die Natur dominieren zu wollen, scheint sich der Jockey in einem Rennen zu einem unbekannten Schicksal zu befinden, mitgerissen von Kräften, die größer sind als er selbst.“
In einer Rezension über Hemingways Monographie zu dem Kunstwerk ist zu lesen, dass Bronzestatuen aus der Zeit des Hellenismus ihren Platz wohl überwiegend im öffentlichen Raum hatten. Dargestellt worden seien vor allem Gottheiten und Helden, Herrscher, Philosophen und andere Prominente, auch Athleten. Daneben seien auch Tierdarstellungen geschaffen worden. Die Kombination aus Tier- und Sportlerdarstellung, die beim Reiter von Artemision vorliege, stelle eine Ausnahme dar.
Die Bronzegruppe hält offenbar einen entscheidenden Moment in einem Pferderennen mit einzelnen Teams aus Ross und Reiter (κέλης) fest. Darstellungen dieser Rennen gab es schon in der orientalisierenden Zeit im 7. Jahrhundert v. Chr.; sie wurden unter anderem bei den Spielen in panhellenischen Heiligtümern ausgetragen und sind nicht nur in künstlerischen Darstellungen, sondern auch in Texten wie z. B. Siegerlisten belegt.